# ميساء غدير
ميساء راشد غدير كاتبة تربوية وسياسية إماراتية، وعضوة سابقة في المجلس الوطني الاتحادي.

## السيرة الذاتية
حاصلت على درجة البكالوريوس في الأدب العربي من جامعة العين. بدأت العمل كمعلمة عام 1998، وأصبحت فيما بعد كاتبة عمود في صحيفة البيان الاماراتية، قبل أن تعمل في قسم الاعلام في حكومة دبي وشركة دبي القابضة.
وكانت غدير مرشحة لانتخابات المجلس الوطني الاتحادي عام 2006، ورغم فشلها في الترشح إلا أنها كانت واحدة من ثماني نساء تم تعيينهن في المجلس الوطني الاتحادي إلى جانب السياسية المنتخبة أمل القبيسي، لم تترشح لإعادة انتخابها عام 2011، وحصلت بعد ذلك على درجة الدكتوراه في تحليل الخطاب وعملت في مؤسسة دبي للإعلام.